# 傑森·紐斯特
傑森·柯蒂斯·紐斯特（英語：Newsted，1963年3月4日—）是一位美國貝斯手，出生於密西根州巴特爾克里克。紐斯特最知名於作為美國重金屬樂團金屬製品（Metallica）的貝斯手（1986年至2001年）。
傑森·紐斯特原是美國重金屬樂團殘骸樂團的貝斯手。1986年9月27日，金屬製品的原貝斯手克利夫·伯頓於樂團歐洲巡迴演唱時在瑞典因車禍身亡，之後進行貝斯手接替人選裡選中傑森·紐斯特，於是紐斯特離開殘骸樂團並於同年10月28日加入金屬製品。他參與了樂團四張錄音室專輯的製作：《法律即正義？》、《金屬製品》、《子彈上膛》以及《重新裝彈》。2001年1月17日紐斯特正式離開金屬製品，並加入加拿大金屬樂團沃伊沃德樂團。2009年4月4日，紐斯特作為金屬製品成員入選搖滾名人堂。2012年他建立了自己的樂團紐斯特。